# موسى بي. ووكر
موسى بي. ووكر (بالإنجليزية: Moses B. Walker)‏ هو ضابط وقاضي ومحامي وسياسي أمريكي، ولد في 16 يوليو 1819 في مقاطعة فيرفيلد في الولايات المتحدة، وتوفي في 17 ديسمبر 1895 في كنتن في الولايات المتحدة.